# Whitfield Barracks

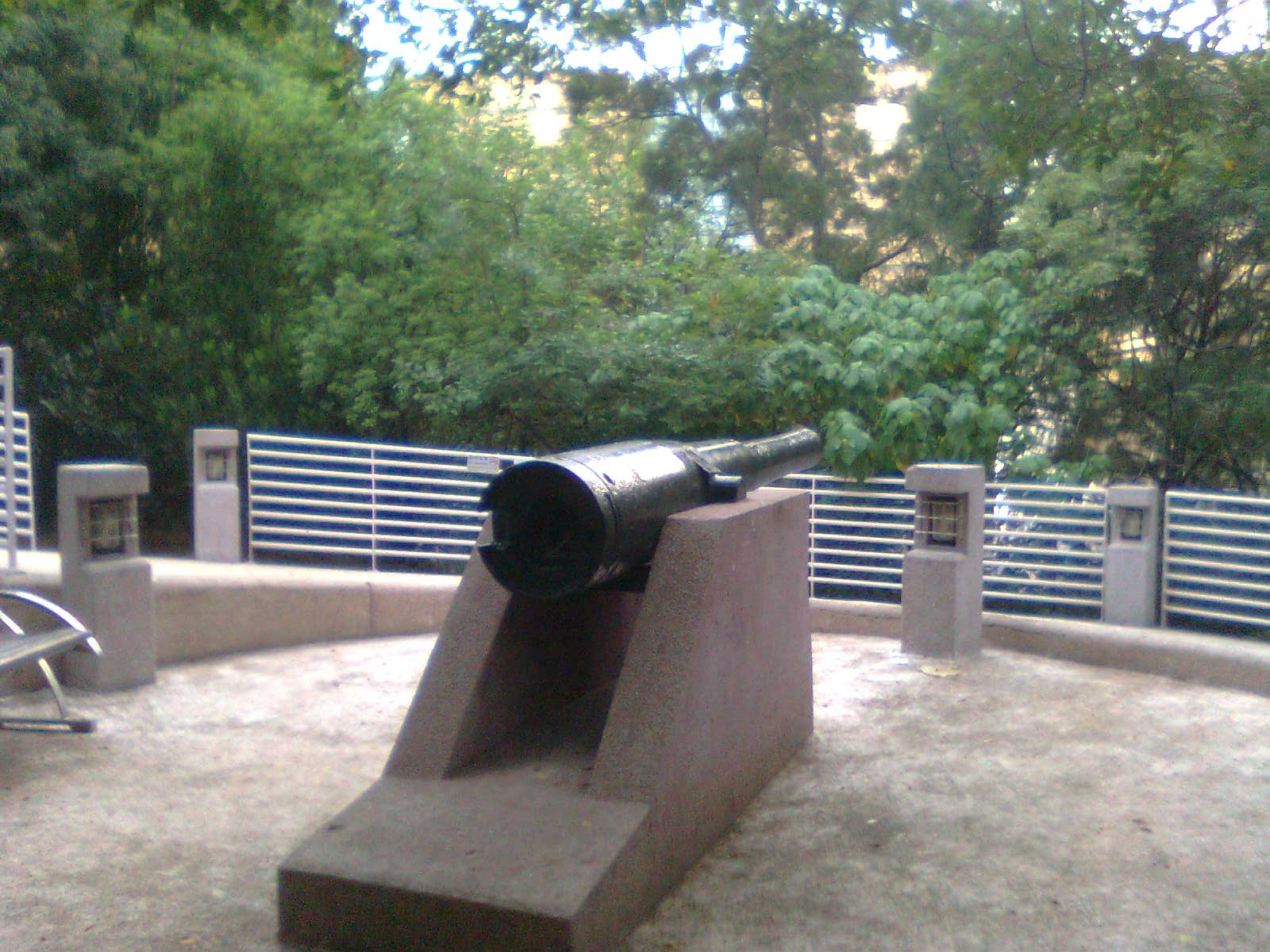
Kowloon West II Battery

Whitfield Barracks (chinesisch 威菲路軍營  a), auch 威菲路兵房  b), ugs. kant. 摩囉兵房  c)) waren ehemalige britische Kasernen im Stadtteil Tsim Sha Tsui, im heutigen Yau Tsim Mong-Distrikt in Kowloon, Hongkong. Sie wurden nach Henry Wase Whitfield benannt, dem Kommandeur der Streitkräfte des Vereinigten Königreichs in China, Hongkong und den Straits Settlements. Auf dem Gelände der Kasernen befindet sich heute der Kowloon Park, eine beliebte Erholungsstätte in Hongkong. Von den zahlreichen Gebäuden sind nur vier bis heute erhalten.

## Geschichte
Das Gelände, auf dem sich die Kasernen Whitfield Barracks (und heute der Kowloon Park) befanden, wurde 1864 zum militärischen Gebiet erklärt. In den 1890er Jahren fing man an, für die Britisch-Indische Garnison, die in Hongkong stationiert war, Kasernen zu errichten. 1906 wurden die ersten 25 Gebäude fertiggestellt, 1910 waren es dann insgesamt 85. Die ersten Truppen, die einzogen, waren indische Soldaten des Hongkonger Regiments, die bis dahin in Zelten und Schuppen untergebracht wurden.
Die Artilleriebatterie Kowloon West II Battery, die sich auf dem Gelände der Kasernen seit 1878/1880 befand, spielte eine wichtige Rolle bei der Verteidigung des Hafens der Kronkolonie. Die Kanonen der Batterie, die sich auf einer kleinen Anhöhe befanden, kontrollierten die Einfahrt zu dem Victoria Harbour vom Westen zwischen dem Green Island und Stonecutters Island.
Für die muslimischen Soldaten der Britisch-Indischen Garnison, die vor allem aus dem Gebiet des heutigen Pakistans kamen, wurde eine Moschee errichtet. Das Gebäude der Kowloon Mosque befindet sich am südöstlichen Rand der Kaserne. Sie wird als die größte Mosche im heutigen Hongkong bezeichnet und wird auch Kowloon Mosque and Islamic Centre, Kowloon, Hong Kong bezeichnet. Das Gelände wurde zu diesem Zweck durch Oberst Edmund George Barrow zur Verfügung gestellt, die Mosche wurde 1896 fertiggestellt.
Während der japanischen Besetzung im Zweiten Weltkrieg 1941–1945 wurde die Kaserne offenbar als Internierungslager benutzt. Nach dem Kriegsende wurden die japanischen Einheiten in Kowloon, insbesondere in Whitfield Barracks konzentriert, die Kaserne wurde vorübergehend zu einem Lager für Kriegsgefangene. 1967 übergab die Armee die Whitfield Barracks der zivilen Regierung, die ab 1970 die Umwandlung in ein Park einleitete.

### Whitfield Barracks heute

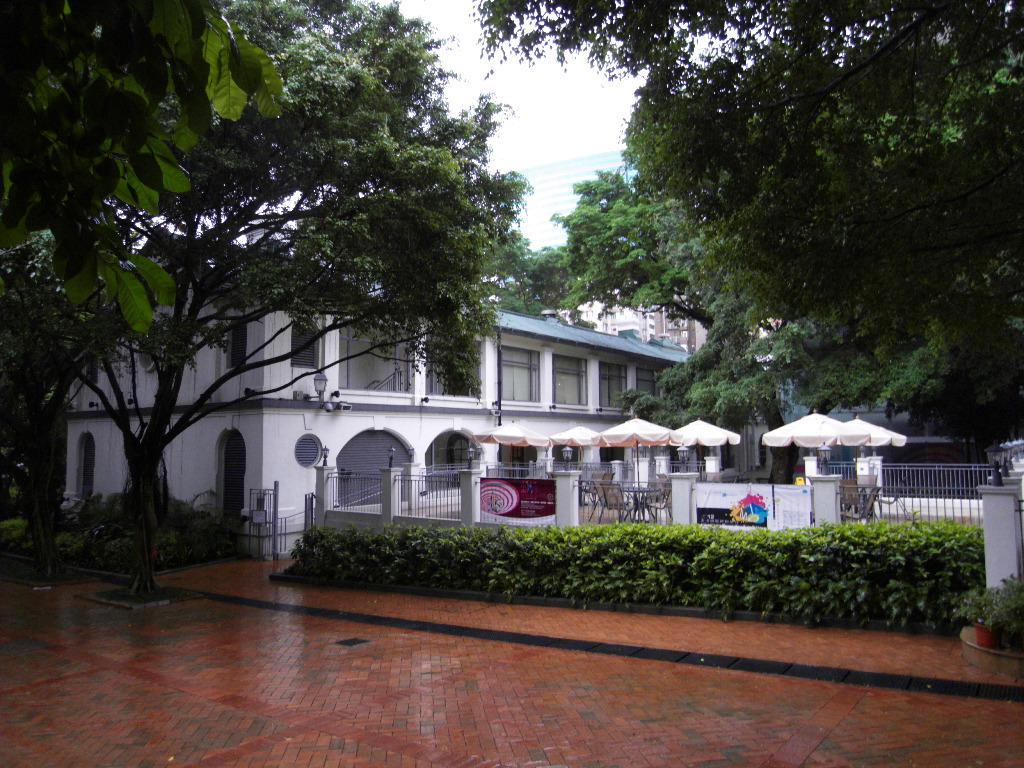
Hong Kong Heritage Discovery Centre 2012

Nachdem die Stadtregierung 1970 entschied, das Gelände der Whitfield Barracks neu zu gestalten, wurden die meisten Gebäude abgerissen. Es wurde ein Park als Erholungsgebiet angelegt, an den angrenzenden Straßen wie Nathan Road oder Haiphong Road Shoppingmeilen errichtet. Die Kowloon West II Battery wurde weitgehend zu Abenteuerspielplatz für Kinder umgestaltet, wobei einige Kanonen durch Nachbildungen ersetzt wurden.
Neben der Kowloon-Moschee, die weiterhin ihren ursprünglichen Zweck als Gebetshaus erfüllt, sind von den früher vorhandenen 85 Gebäuden nur vier erhalten geblieben:
- Gebäudekomplex Block S61 (früher Block D):

Zwischen 1983 und 1998 wurde hier vorübergehend das Museum für Geschichte untergebracht, nach einem Umbau dient das Gebäude seit 2005 als „Zentrum für das Kulturerbe Hongkongs“ (Hong Kong Heritage Discovery Centre – 香港文物探知館). Es bietet Platz unter anderem für die Hauptempfangshalle, Bibliothek und verschiedene Büros der Einrichtung.
- Gebäudekomplex Block S62:

Das Hong Kong Heritage Discovery Centre unterhält hier seit 2005 unter anderem Räume für Konferenzen und andere Ereignisse.
- Gebäudekomplex Block S4 (früher Block G):

Heute bietet er unter anderem Ausstellungsräume für das „Gesundheitsbildungszentrum & -Archiv“ (Health Education Exhibition & Resource Centre – 衛生教育展覽及資料中心).
- Gebäudekomplex Block 58 (früher Block A):

Im Gebäude befinden sich lediglich Lagerräume und es ist nicht der Öffentlichkeit zugänglich.

Whitfield Barracks heute
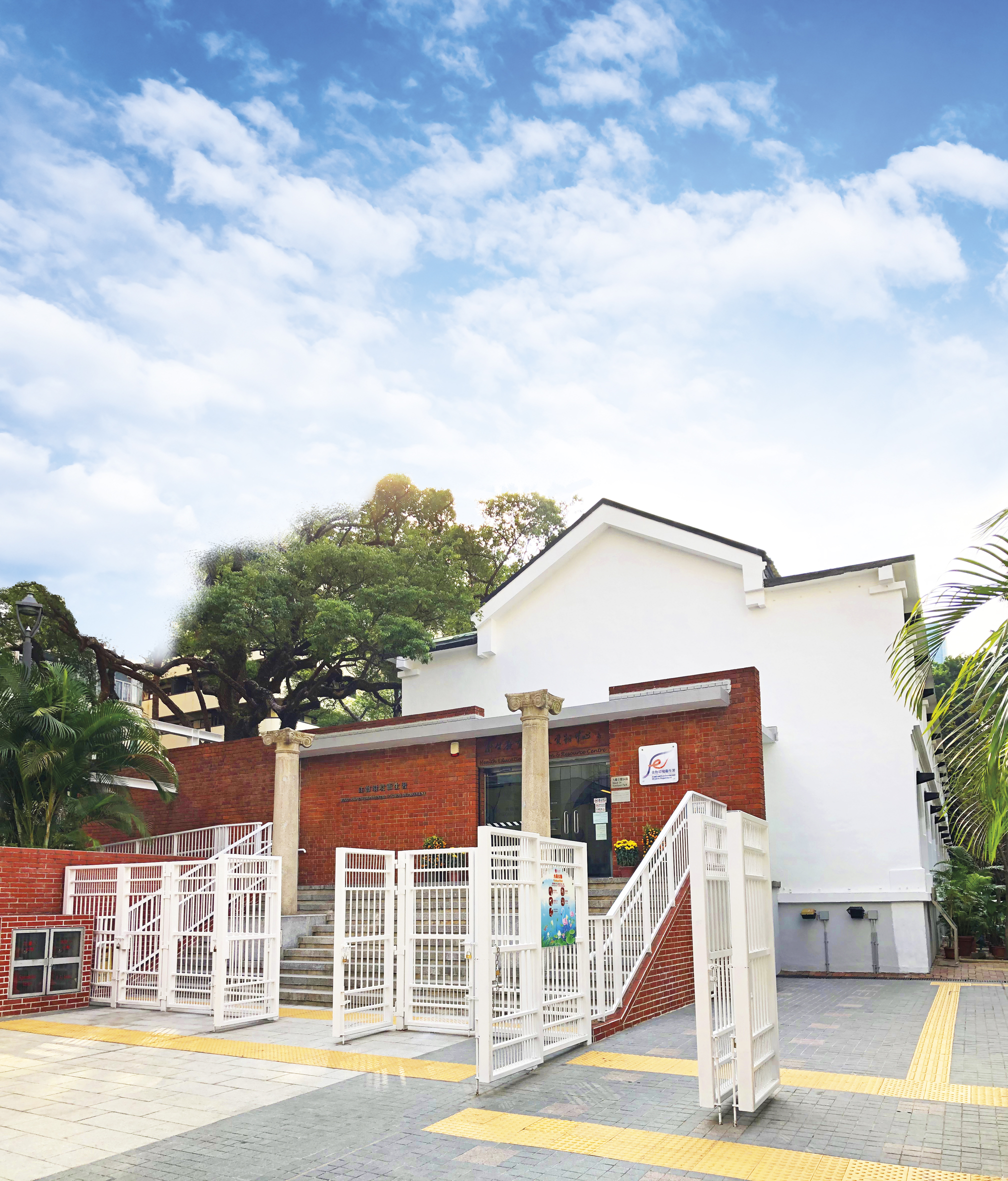
Block S4 – Health Education Exhibition & Resource Centre, 2020
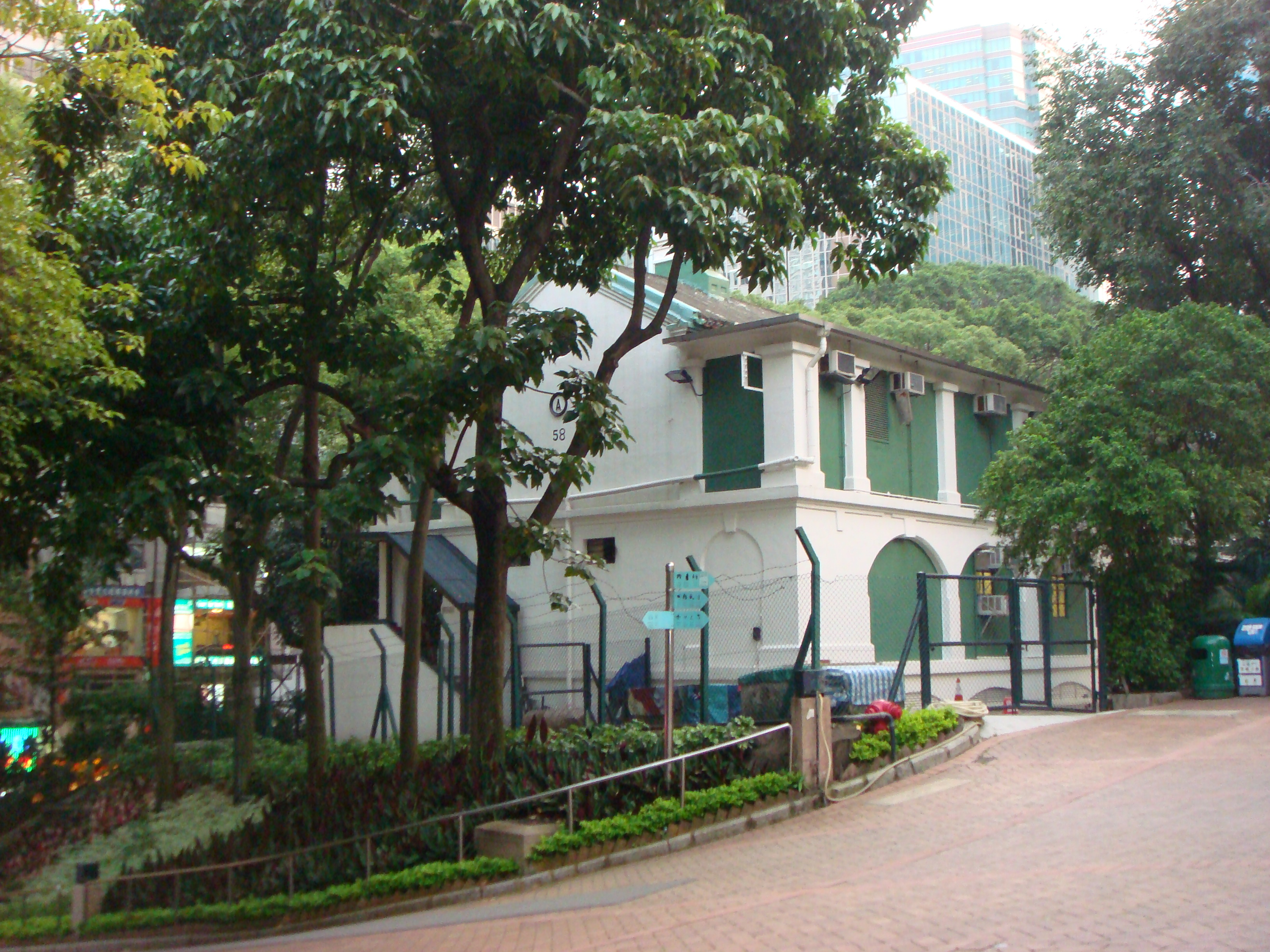
Block 58 – Lagerraum des Hong Kong Heritage Discovery Centres, 2009
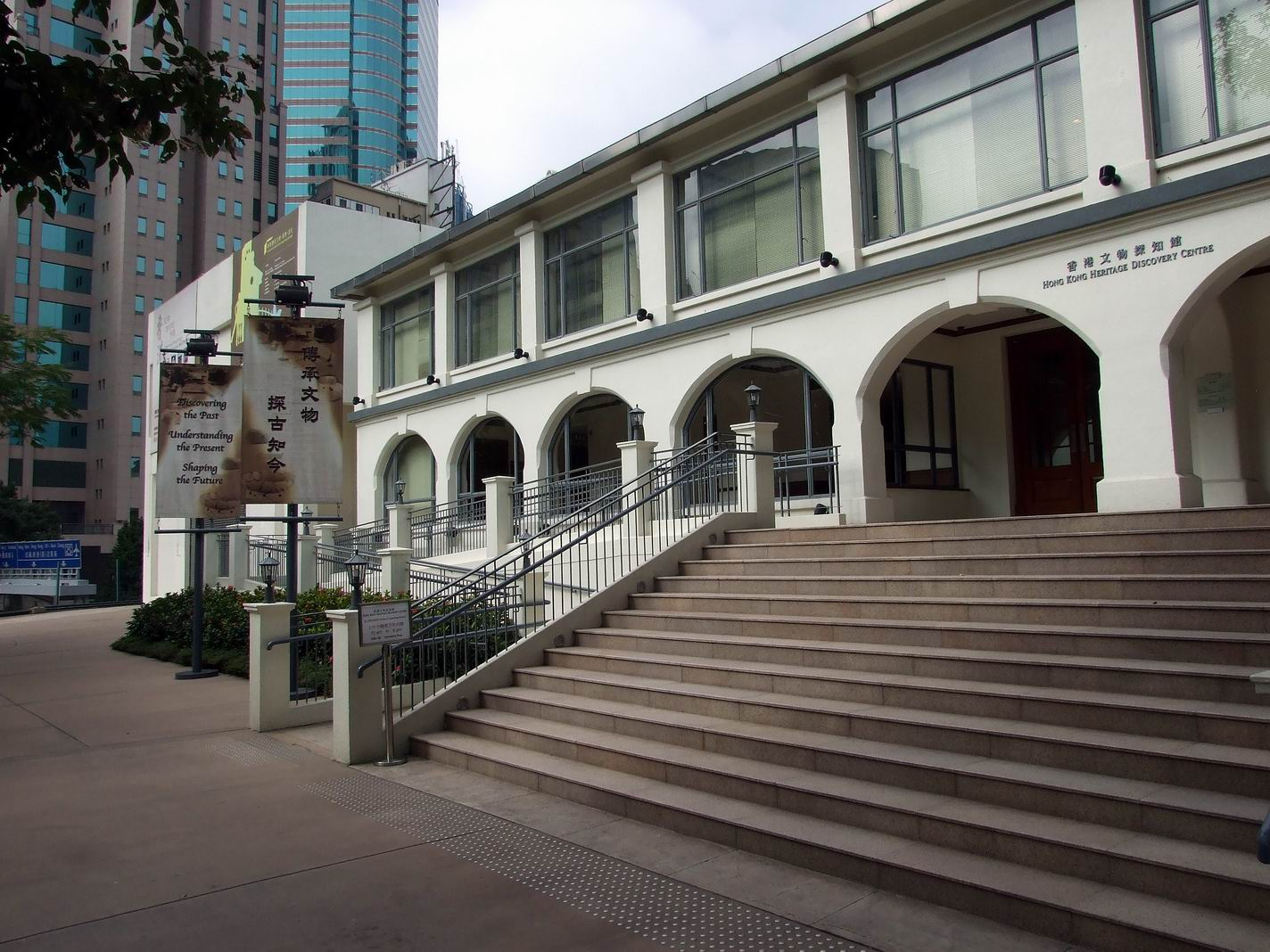
Block S61 bzw. S62 – Hong Kong Heritage Discovery Centre, 2016
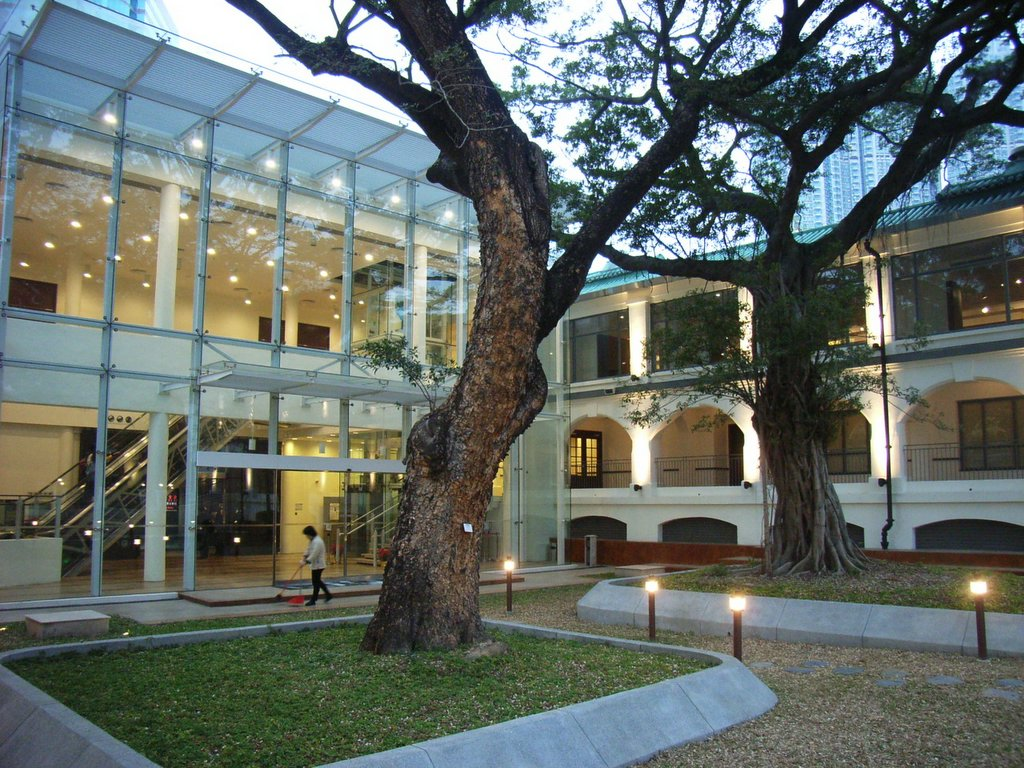
Innenhof – Hong Kong Heritage Discovery Centre, 2005

Alle vier wurden in den 1890er Jahren erbaut und gehören zu den ersten Gebäuden des Kasernenkomplexes Whitfield Barracks. Für alle ist der koloniale, neoklassizistische Stil typisch, wie er für die Kasernen der damaligen Zeit verwendet wurde: es ist ein langer, zweistöckiger Block mit ursprünglich offenen Verandas an den Aufgängen.
Während sich die Kowloon West II Battery bereits seit 1997 auf der Liste der denkmalgeschützten Objekte als „Grade I historic building“ befindet, sind dort seit 2009 auch die anderen vier übriggebliebenen Gebäuden gelistet.